# Сур'a
Су́р'a, або Е́енсалу, (ест. Sur'a järv, Eensalu paisjärv, Eensalu veehoidla) — загатне озеро в Естонії, у волості Вастселійна повіту Вирумаа.

## Розташування
Сур'a належить до Чудського суббасейну Східноестонського басейну.
Озеро лежить на північ від села Лугте.

## Опис
Загальна площа озера становить 5,25 га, площа водної поверхні — 5,1 га, площа острівця на озері — 0,15 га. Довжина берегової лінії — 1 647 м.